# Tour de Romandía 1950
La 4.ª edición del Tour de Romandía se disputó del 18 de mayo al 21 de mayo de 1950 con un recorrido de 860 km dividido en 5 etapas, con inicio y fin en Ginebra.
El vencedor fue el francés Edouard Fachleitner, cubriendo la prueba a una velocidad media de 35,2 km/h.

## Etapas[1]
| Etapa | Recorrido            | Km  | Ganador         |
| 1.ªa  | Ginebra-Vevey        | 115 | Jean Brun       |
| 1.ªb  | Vevey-Sierre         | 125 | Désiré Keteleer |
| 2.ª   | Sierre-Saint Imier   | 237 | Martin Metzger  |
| 3.ª   | Saint Imier-Vallorbe | 206 | Jean Brun       |
| 4.ª   | Vallorbe-Ginebra     | 181 | Ferdi Kübler    |

## Clasificaciones
Así quedaron los diez primeros de la clasificación general de la segunda edición del Tour de Romandía
| \| 1. \| Édouard Fachleitner \| Francia \| 24h28'54" \| \| \| 2. \| Hugo Koblet \| Suiza \| + 51" \| \| \| 3. \| Kléber Piot \| Francia \| + 3'40" \| \| \| 4. \| Ferdi Kübler \| Suiza \| + 5'43" \| \| \| 5. \| Robert Bonnaventure \| Francia \| + 6'29" \| \| \| 6. \| Martin Metzger \| Suiza \| + 8'47" \| \| \| 7. \| Jean Robic \| Francia \| + 17'48" \| \| \| 8. \| Georges Aeschlimann \| Suiza \| + 19'05" \| \| \| 9. \| Jean Brun \| Suiza \| + 29'25" \| \| \| 10. \| Silvio Pedroni \| Italia \| + 40'05" \| \| |                     |         |           |  |
| 1. | Édouard Fachleitner | Francia | 24h28'54" |  |
| 2. | Hugo Koblet         | Suiza   | + 51"     |  |
| 3. | Kléber Piot         | Francia | + 3'40"   |  |
| 4. | Ferdi Kübler        | Suiza   | + 5'43"   |  |
| 5. | Robert Bonnaventure | Francia | + 6'29"   |  |
| 6. | Martin Metzger      | Suiza   | + 8'47"   |  |
| 7. | Jean Robic          | Francia | + 17'48"  |  |
| 8. | Georges Aeschlimann | Suiza   | + 19'05"  |  |
| 9. | Jean Brun           | Suiza   | + 29'25"  |  |
| 10. | Silvio Pedroni      | Italia  | + 40'05"  |  |